# Elezione papale del 1086
L'elezione papale del 1086 fu convocata per eleggere il successore di Gregorio VII morto il 25 maggio 1085.
Gregorio VII, prima della sua morte, raccomanda il cardinale Desiderio come suo successore. L'abate però comunica ai cardinali di non voler accettare la carica di Sommo Pontefice. L'elezione viene così rinviata. Il 24 maggio 1086, dopo un anno di sede vacante, i cardinali "perdendo la pazienza" costringeranno l'abate ad accettare l'elezione, trascinandolo nella Chiesa di Santa Lucia, ed eleggendolo Papa con il nome di Vittore III. I cardinali erano probabilmente in numero di cinque: Eudes de Lagery, vescovo di Ostia; Ubaldo, vescovo di Sabina; Giovanni, vescovo di Porto; Pietro Igneo, Vescovo di Albano; e Giovanni Minuto, vescovo di Frascati. 
Tuttavia, quattro giorni dopo Desiderio abbandonò Roma e se ne tornò a Montecassino facendo ritorno nell'Urbe solo il 9 maggio 1087, accettando infine la nomina dopo quasi un anno di esitazione.

## Lista dei partecipanti

### Cardinali vescovi
Nel 1086, erano presenti cinque cardinali vescovi elettori:
| Nome               | Paese                  | Titolo                                                                    | Ruolo                                                                                | Nascita  | Concistoro |
| ------------------ | ---------------------- | ------------------------------------------------------------------------- | ------------------------------------------------------------------------------------ | -------- | ---------- |
| Eudes de Châtillon | Regno di Francia       | Cardinale vescovo di Ostia; eletto papa con il nome di Urbano II nel 1088 | Priore di Cluny; Arcidiacono di Reims; Legato pontificio in Germania                 | 1040     | 1073       |
| Ubaldo             | Stato Pontificio       | Cardinale vescovo di Sabina                                               |                                                                                      |          | 1062       |
| Giovanni Minuto    | Stato Pontificio       | Cardinale vescovo di Labico-Tuscolo                                       |                                                                                      | 1020 ca. | 1061       |
| Pietro Igneo       | Margraviato di Toscana | Cardinale vescovo di Albano                                               | Abate di San Salvatore in Fucecchio; Legato pontificio in Germania e Francia emerito | 1020 ca. | 1072       |
| Giovanni III       | Stato Pontificio       | Cardinale vescovo di Porto                                                |                                                                                      |          | 1066       |

### Cardinali presbiteri
| Nome                                   | Paese                       | Titolo                                             | Ruolo | Nascita  | Concistoro |
| -------------------------------------- | --------------------------- | -------------------------------------------------- | --- | -------- | ---------- |
| Desiderio Epifani di Montecassino      | Ducato di Puglia e Calabria | Cardinale presbitero di Santa Cecilia; eletto papa | Abate di Montecassino; Cardinale Arciprete; Vicario per l'Italia meridionale                                             | 1027     | 1059       |
| Benedetto Cao                          | Giudicato di Cagliari       | Cardinale presbitero di Santa Prassede             | Praefectus Urbi |          | 1073       |
| Adeodatus                              | Sacro Romano Impero         | Cardinale presbitero di San Pietro in Vincoli      | Legato pontificio in Spagna e in Sassonia                                                                                | 1043 ca. | 1073       |
| Raniero Ranieri di Bleda, O.S.B. Clun. | Blera di Santa Sofia        | Cardinale presbitero di San Clemente               | Abate di San Lorenzo fuori le mura; Portavoce dei Collegio Cardinalizio; eletto papa con il nome di Pasquale II nel 1099 | 1052 ca. | 1073       |
| Richard de Milhau, O.S.B.              | Ducato di Borgogna          | Cardinale presbitero                               | Abate di San Vittore in Marsiglia e di San Paolo fuori le mura                                                           | 1045 ca. | 1078       |
| Arimanno da Gavardo                    | Brescia                     | Cardinale presbitero dei Santi Quattro Coronati    | Legato pontificio in Corsica                                                                                             | 1035 ca. | 1061       |
| Benedetto                              | Stato Pontificio            | Cardinale presbitero di Santa Pudenziana           | |          | 1077       |
| Pietro Atenulfi                        | Ducato di Puglia e Calabria | Cardinale presbitero                               | Abate di San Benedetto in Salerno                                                                                        |          | 1077       |